# Волфганг Еберхард I фон Далберг
Волфганг Еберхард I фон Далберг (на немски: Wolfgang Eberhard I. von Dalberg; * 1614; † 7 септември 1676) от фамилията „кемерер на Вормс“, фрайхерен на Далберг е дворцов маршал и съветник на епископа на Шпайер, „обер-амтман“ в Кирвайлер и Дайдесхайм.
Той е син на Йохан Георг фон Далберг († 1644) и съпругата му Барбара († 13 май 1621 в Майнц), дъщеря на Хартман фон Кронберг и Магдалена Брендел фон Хомбург, наследничка на Рюдесхайм на Нае.
Волфганг Еберхард I става ок. 1649 г. „обер-амтман“ в Кирвайлер, Дайдесхайм и дворцов маршал на епископа на Шпайер. Той е господар в Хернсхайм, Рупертсберг и Есинген.
Волфганг Еберхард I е един от четирите мъже от фамилията Далберг, които на 22 септември 1653 г. са издигнати на имперски фрайхер от император Фердинанд III. Другите трима са: Волфганг Хартман Кемерер фон Вормс-Далберг цу Бухолт (1605 – 1654), Йохан XXV (ok. 1618 – 1670) и Филип Франц Еберхард фон Далберг (1635 – 1693), от 1671 г. президент на имперския камерен съд.

## Фамилия
Волфганг Еберхард I фон Далберг се жени на 27 ноември 1635 г. за Мария Ева Кемерер фон Вормс-Далберг (* 1612; † между 28 февруари 1662 и 14 октомври 1677), единствена дъщеря на Волфганг Фридрих фон Далберг (1565 – 1621) и втората му съпруга Маргарета Кунигунда Льов фон Щайнфурт († 1626), дъщеря на Георг Льов фон Щайнфурт и Анна фон Грайфенклау цу Фолрадс. Те имат децата::
- Мария Франциска (* 1636, кръстена на 23 септември 1636 в „Св. Ламберти“ Вормс“)
- Мария Магдалена (* 30 септември 1658, кръстена на 14 февруари 1638 в „Св. Ламберти“, Вормс; † 22 май 1740), омъжена на 16 май 1684 г. за Йохан Филип Екберт фон Далберг († 1692), „обер-амтман“ в Бишофсхайм, от 1667 до 1680 г. домхер в Майнц, 1671 – 1680 г. домхер във Вюрцбург. Той напуска двете си служби. Той е син на Волфганг Хартман Кемерер фон Вормс-Далберг
- Йохан Франц (* 14 август 1640; † 1671), от 1658 г. домхер, по-късно катедрален кантор във Вормс
- Волфганг Франц (* 1644, кръстен на 11 април 1644)
- Мария Ева (* 30 юни 1647, монахиня в манастир Оберверт при Кобленц
- Антоанета Гертруд (* 1648, кръстена на 1 октомври 1648; † като дете)
- Фридрих Антон (* 27 юни 1650; † 28 юли 1705, погребан в катедралата Майнц), 1680 домер в Майнц, 1695 домхер във Вюрцбург и 1695 каноник в рицарския манастир „Св. Ферациус“ в Блайденщат. Той е кур-майнцски съветник, президент на дворцовия съд и 1677 „обер-амтман“ на манастир Шпайер в Кирвайлер и Дайдесхайм.
- Екенберт (* ок. 1652; † 18 август 1696), кур-майнцски президент на дворцовия съвет и императорски имперски дворцов съветник.
- Анна Мария (според [6] е дъщеря на Волфганг Хартман фон Далберг цу Бухолт) (* 1654; † 16 февруари 1724), омъжена на 12 май 1684 г. за Адолф Йохан Карл фон Бетендорф († 30 август 1717 или 1706). Това е негов втори брак.
- Мария Барбара († 22 декември 1716 в Майнц, погребана в катедралата на Майнц)
- Мария Елизабет († 7 май 1719 в Майнц, погребана в „Св. Квинтин“ в Майнц)
- Мария Катарина († 14 февруари 1661, погребана в Хернсхайм]], днес: Вормс